# Cellier-du-Luc
Cellier-du-Luc là một xã ở tỉnh Ardèche, vùng Rhône-Alpes ở đông nam nước Pháp.